# Юріївка (Миргородський район)
Ю́ріївка —  село в Україні, в Миргородському районі Полтавської області. Населення становить 77 осіб. Входить до складу Лютенської сільської громади.
Після ліквідації Гадяцького району у липні 2020 року увійшло до Миргородського району.

## Географія
Село Юр'ївка розташоване на березі річки Лютенька, вище за течією за 1 км розташоване село Тютюрівщина.

## Історичні відомості
- 1590 — дата заснування.
- Село постраждало внаслідок геноциду українського народу, проведеного окупаційним урядом СРСР 1923-1933 та 1946-1947 роках.
- 05 червня 2025 року відповідно до Постанови Верховної Ради України № 4483-IX село Юр'ївка було перейменовано на село Юріївка. Постанова набула чинності 18 червня 2025 року[2].